# Jessie Andrews
Pour les articles homonymes, voir Jesse Andrews (scénariste) et Androews.
Jessie Andrews ou Jesse Andrews est le nom de scène d'une actrice de films pornographiques américaine née le 22 mars 1992 à Miami, en Floride.

## Biographie
Jessie Andrews vit à Miami, en Floride, pendant 18 ans, avant d'entrer dans l'industrie pornographique[réf. souhaitée]. Elle débute dans la pornographie en 2010, à 18 ans, à la suite de la proposition d'une amie. En apprenant combien avait gagné celle-ci pour montrer sa poitrine dans un film, Jessie Andrews décide en effet de se lancer.
Elle obtient son premier grand succès en 2011 avec le film Portrait of a Call Girl dont elle tient le rôle principal. Le film obtient 10 nominations pour les AVN Awards 2012 et lui vaut à titre personnel le prix de la meilleure actrice.
Elle aurait forgé son surnom à partir du nom du chien de sa mère et du nom de la rue dans laquelle elle conduisait.
Elle est la Penthouse Pet de juin 2014.

## Distinctions

### Récompenses
- XBIZ Award 2012 :
  - Acting Performance of the Year – Female pour Portrait of a Call Girl[4]
  - Best New Starlet[4]
- AVN Award 2012 : meilleure actrice (best actress) pour Portrait of a Call Girl[5]
- XRCO Awards 2012 :
  - Meilleure actrice
  - Nouvelle starlette

### Nominations
- AVN Award 2012 :
  - Best all-girl group scene pour Gracie Glam: Lust (avec Gracie Glam et Andy San Dimas)
  - Best boy / girl sex scene pour Portrait of a Call Girl (avec Manuel Ferrara)
  - Meilleure nouvelle starlette (best new starlet)
  - Best oral sex scene pour Portrait of a Call Girl
  - Best three-way sex scene (G/B/B) pour Portrait of a Call Girl (avec Mick Blue et Ramon Nomar)
- AVN Award 2013 :
  - Performeuse de l'année (female performer of the year)[6]

## Filmographie sélective
- 2010 : Slumber Party 3
- 2010 : Slumber Party 4
- 2011 : The Bombshells 3
- 2011 : Molly's Life 10
- 2011 : Lesbian Adventures: Wet Panties Trib 1
- 2012 : Lesbian Adventures: Older Women, Younger Girls 2
- 2012 : Buffy the Vampire Slayer XXX: A Parody (pastiche de Willow Rosenberg)[7]
- 2012 : Young Pussy Lust 2
- 2012 : Cheer Squad Sleepovers 2
- 2013 : Cheer Squad Sleepovers 7
- 2013 : Lesbian Adventures: Wet Panties Trib 4
- 2013 : We Live Together.com 25
- 2013 : Girls Kissing Girls 12
- 2014 : Lesbian Neighbors
- 2015 : Lesbian Adventures: Wet Panties Trib 7
- 2015 : Lesbian Adventures: Older Women, Younger Girls 7
- 2016 : Lesbian Love Stories 8: Partner Exchange
- 2017 : Mothers and Daughters (compilation)
- 2018 : Cherry Teens 2 (compilation)

## Divers
- Jessie Andrews est présente dans les clips Flex et Decisions du rappeur et producteur de dubstep israélien Borgore, son ex petit ami[réf. souhaitée].